# Srí Lanka az 1984. évi nyári olimpiai játékokon
Srí Lanka az egyesült államokbeli Los Angelesben megrendezett 1984. évi nyári olimpiai játékok egyik részt vevő nemzete volt. Az országot az olimpián 3 sportágban 4 sportoló képviselte, akik érmet nem szereztek.

## Súlyemelés
| Versenyző         | Versenyszám | Szakítás | Szakítás | Lökés    | Lökés    | Összesen | Helyezés |
| Versenyző         | Versenyszám | Eredmény | Helyezés | Eredmény | Helyezés | Összesen | Helyezés |
| ----------------- | ----------- | -------- | -------- | -------- | -------- | -------- | -------- |
| Sunil Munic Silva | 52 kg       | 80,0     | 18.      | 100,0    | 15.      | 180,0    | 16.      |

## Úszás
Férfi
| Versenyző      | Versenyszám  | Előfutam | Előfutam | Előfutam | Döntő   | Döntő   | Döntő   | Helyezés |
| Versenyző      | Versenyszám  | Idő      | Hely.    | Össz.    | Típus   | Idő     | Hely.   | Helyezés |
| -------------- | ------------ | -------- | -------- | -------- | ------- | ------- | ------- | -------- |
| Julian Bolling | 400 m gyors  | 4:23,42  | 7.       | 36.      | kiesett | kiesett | kiesett | kiesett  |
| Julian Bolling | 1500 m gyors | 17:16,92 | 7.       | 27.      | kiesett | kiesett | kiesett | kiesett  |
| Julian Bolling | 400 m vegyes | 5:02,88  | 8.       | 21.      | kiesett | kiesett | kiesett | kiesett  |

## Vitorlázás
Nyílt
| Versenyző                  | Versenyszám    | Futam | Futam  | Futam | Futam | Futam | Futam | Futam | Pontszám | Helyezés |
| Versenyző                  | Versenyszám    | 1     | 2      | 3     | 4     | 5     | 6     | 7     | Pontszám | Helyezés |
| -------------------------- | -------------- | ----- | ------ | ----- | ----- | ----- | ----- | ----- | -------- | -------- |
| Lalin Jirasinha Ranil Dias | 470-es osztály | 29,0  | (33,0) | 32,0  | 32,0  | 26,0  | 31,0  | 29,0  | 179,0    | 27.      |